# Iker Casillas
Pour les articles homonymes, voir Casillas.
Casillas  Fernández est un nom espagnol. Le premier nom de famille, en général paternel, est Casillas ; le second, en général maternel, souvent omis, est Fernández.
Iker Casillas Fernández, né le 20 mai 1981 à Móstoles dans la communauté de Madrid en Espagne, est un footballeur international espagnol.
Issu du centre de formation du Real Madrid, il a notamment remporté la Ligue des champions à trois reprises en 2000, 2002 et 2014, la Supercoupe de l'UEFA et la Coupe intercontinentale. En sélection, il fait partie des joueurs qui ont réussi à remporter coup sur coup l'Euro 2008, la Coupe du monde 2010 et l'Euro 2012. Capitaine de la sélection, il est le premier joueur de l'histoire à soulever trois trophées internationaux en quatre ans.
Il est le gardien ayant joué le plus de matchs au Real Madrid et également le deuxième joueur ayant joué le plus de matchs de l'histoire de la sélection espagnole derrière Sergio Ramos. Avec 242 matchs officiels sur 816 sans encaisser de but, il est le second gardien de l'histoire du football ayant le meilleur ratio de clean sheet (matchs officiels sans encaisser de but) derrière Lev Yachine avec 270 matchs officiels sans encaisser de but sur 812,,.
Le 5 septembre 2012, il reçoit le prix Prince des Asturies des sports avec Xavi Hernández, la plus haute distinction sportive d'Espagne, qu'il avait déjà reçu en 2010 avec l'ensemble de la sélection espagnole. Il est l'un des trois seuls (avec Gianluigi Buffon et Manuel Neuer) à avoir obtenu cinq fois le titre de  « Meilleur gardien de football de l'année (IFFHS) », décerné depuis 1987. Il est considéré comme l'un des meilleurs gardiens de l'histoire,.
Le 1er mai 2019, le joueur est victime d'un infarctus aigu du myocarde pendant l'entraînement. Opéré d'urgence, il se retrouve rapidement hors de danger. Iker Casillas est hospitalisé à l'hôpital CUF de Porto au Portugal. Il quitte l'hôpital le 7 mai 2019.
À la fin de la saison, il prend sa retraite sportive. Depuis le 18 juillet 2020, il officie au Real Madrid comme conseiller du président.

## Biographie

### Jeunesse
Iker Casillas est né le 20 mai 1981 dans la ville de Móstoles, dans la communauté de Madrid (Espagne). Son père, José Luis Casillas, travaillait comme fonctionnaire au ministère de l'Éducation tandis que sa mère, María del Carmen Fernández González, était coiffeuse. Ses deux parents avaient émigré de leur ville d'origine de Navalacruz dans la Province d'Ávila. Quand il était enfant, Iker Casillas a également vécu quelques années au Pays basque mais il a toujours considéré Madrid comme sa ville d'origine. Iker Casillas a également un frère, prénommé Unai, qui joue comme milieu de terrain au CD Móstoles.
L'histoire veut également que quand il était petit, Iker Casillas ait oublié de jouer le ticket de loterie sportive que son père lui avait confié. Celui-ci avait pourtant correctement prédit les 14 résultats du jour et ce jour-là, la famille manqua de gagner 1 million d'euros.

### Real Madrid

#### Débuts avec lesMerengues

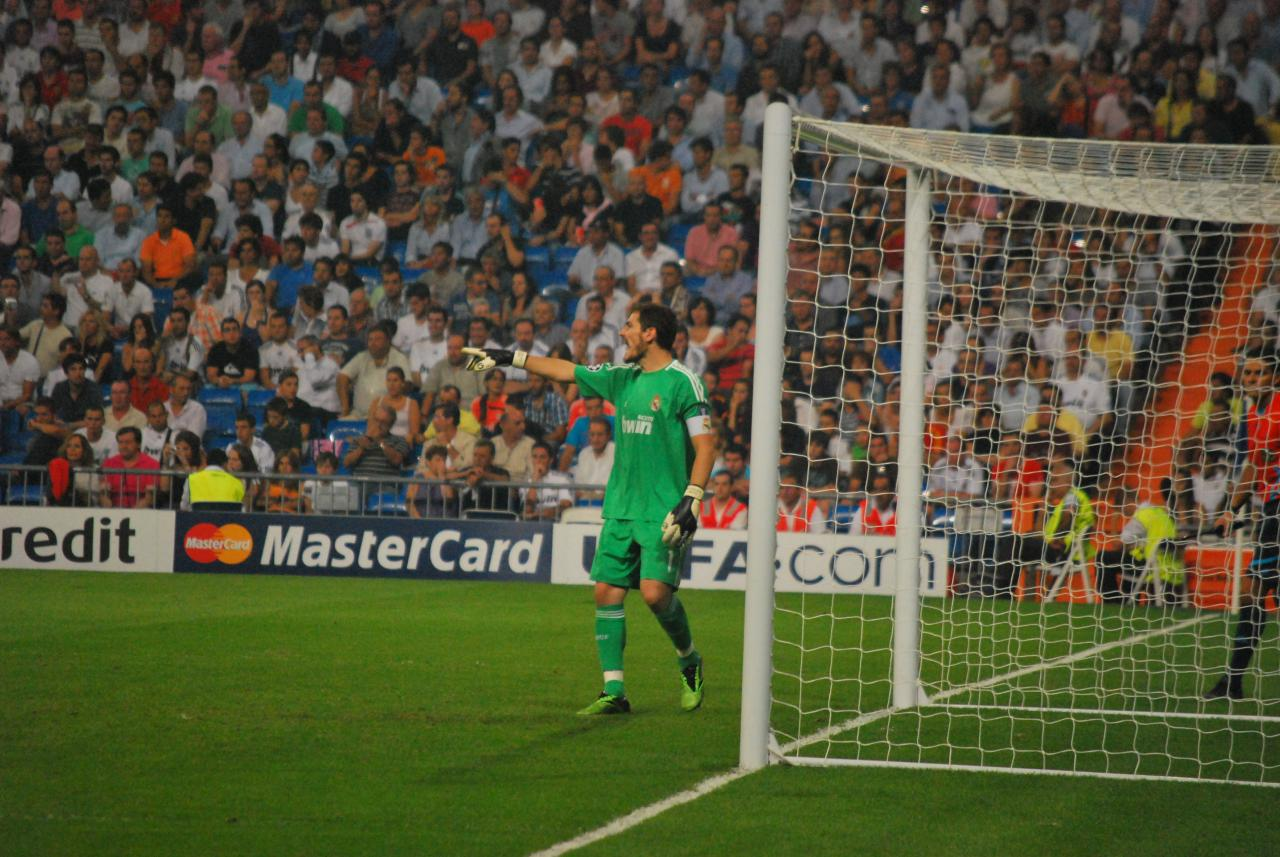
Iker Casillas lors de la saison 2010-2011 avec le Real Madrid.

Iker Casillas est un pur produit du centre de formation du Real Madrid et il a joué pour la première fois en équipe de jeunes au cours de la saison 1990-1991. Le 27 novembre 1997, à l'âge de 16 ans, il est appelé dans le groupe par Jupp Heynckes pour disputer un match de Ligue des champions face à Rosenborg mais il n'entre cependant pas en jeu. Il lui faudra attendre la saison 1998-1999 pour intégrer l'équipe première et devenir la doublure du gardien de l'époque, Bodo Illgner.
Au cours de la saison suivante, le 9 septembre 1999, il joue son premier match en équipe première pour le club madrilène à l'âge de 18 ans et 112 jours. Il profite quelque temps plus tard d'une blessure de Bodo Illgner pour reléguer petit à petit celui-ci sur le banc des remplaçants et devenir au même âge, le gardien titulaire du Real Madrid. Le 24 mai 2000, au stade de France à Paris, il devient le plus jeune gardien de but à disputer une finale de Ligue des champions. Ce soir-là, le Real Madrid s'impose 3-0 contre le Valence CF et Iker Casillas remporte sa première Ligue des champions, quatre jours seulement après avoir fêté son dix-neuvième anniversaire.
Iker Casillas connaît cependant quelques difficultés lors de la saison 2001-2002. On lui reproche son inconstance et il perd peu à peu sa place de titulaire au profit de César Sánchez. Son retour en grâce n'en est que plus beau. En effet, le 15 mai 2002, le Real Madrid dispute une nouvelle finale de Ligue des champions face au Bayer Leverkusen. Alors que le Real Madrid mène 2-1 (grâce à une superbe volée de Zinédine Zidane) et qu'il reste 25 minutes à tenir, César Sánchez se blesse et c'est Iker Casillas qui entre en jeu pour le remplacer. Iker Casillas va alors réaliser une excellente prestation et signer une série de quatre arrêts miraculeux pour préserver l'avantage de son club et lui permettre de remporter la neuvième Ligue des champions de son histoire.

#### Titulaire indiscutable
Depuis lors, Iker Casillas est un titulaire indiscutable au sein de son club et progresse d'année en année. Ses arrêts, sauvant de nombreuses fois le Real Madrid, ont contribué à lui valoir le surnom de San Iker (en français : Saint Iker) ou encore d’Ángel de Móstoles (en français : Ange de Móstoles).
La saison 2007-2008 est très fructueuse pour lui. En encaissant seulement 32 buts en 36 matchs, ce qui lui permet d'obtenir le trophée Zamora, il aide son club à décrocher la 31e Liga de son histoire (un record !). Le 14 février 2008, ses bonnes performances cette saison-là lui valent de figurer une nouvelle fois dans l'équipe-type de l'année selon l'UEFA.

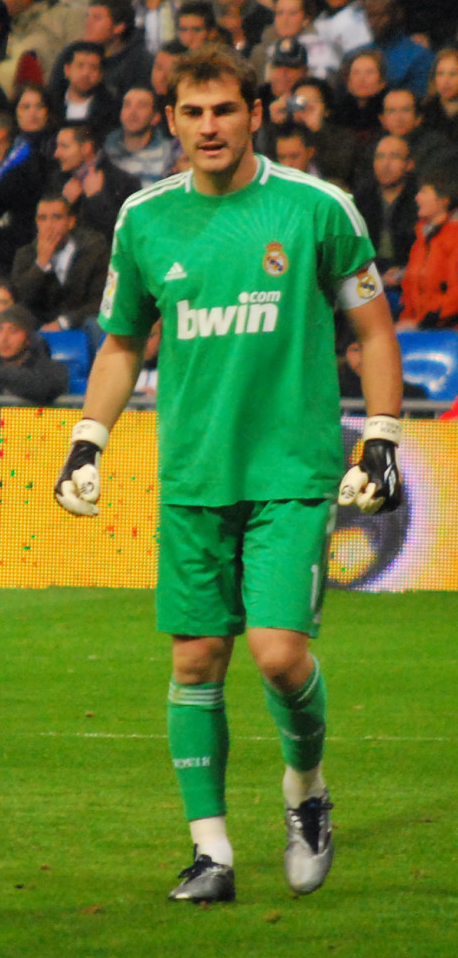
Iker Casillas dans le derby contre l'Atlético de Madrid lors de la saison 2010-2011.

Le 7 février 2009, lors de la 22e journée de championnat contre le Racing de Santander, Iker Casillas joue son 454e match pour le Real Madrid et égale le record de Paco Buyo. Quelques jours plus tard, il devient le gardien le plus capé de l'histoire du club à seulement 27 ans. Depuis, Iker Casillas a battu plusieurs records de longévité avec son club : le 13 février 2010, il joue son 500e match avec le Real Madrid et trois jours plus tard, il entre dans le club très fermé des joueurs ayant joué plus de 100 matchs de Ligue des champions dans leur carrière.
Lors de la saison 2009-2010, Iker Casillas prouve une nouvelle fois qu'il est l'un des meilleurs gardiens du monde. Le 4 octobre 2009, contre le Séville FC, il réalise un arrêt extraordinaire en courant d'un bout à l'autre de son but, s'étendant au maximum et empêchant Diego Perotti de marquer à bout portant. À l'issue de ce match, il est félicité par un grand nombre de joueurs et l'ancien gardien anglais Gordon Banks déclare à son propos : « Les réflexes de Casillas sont incroyables. S'il continue à jouer si bien, il va devenir l'un des meilleurs gardiens de l'histoire du football ».
Lors de l'été 2010, à la suite du départ des deux légendes du club Raúl et Guti, il est promu capitaine de l'équipe. Sous les ordres de l'entraîneur Portugais José Mourinho, il réalise un très bon début de saison. Ainsi, le 13 août 2010 lors d'une rencontre amicale dédiée à Franz Beckenbauer contre le Bayern Munich, il arrête un penalty tiré par Holger Badstuber puis deux tirs au but, permettant à son équipe de s'imposer (0-0, 4 tab 2). Quelques mois plus tard, le 19 octobre 2010, Iker Casillas joue son 527e match sous les couleurs du Real Madrid et entre dans le top 10 des joueurs ayant le plus souvent revêtu la tunique du club madrilène. Alors que tout le monde s'attend à un match serré lors du Clásico au Camp Nou, le Real Madrid reçoit une correction et Iker Casillas encaisse 5 buts. Le 9 janvier 2011, il se classe 7e au ballon d'or. Lors des quatre Clásico de suite, il réalise des arrêts capitaux, permettant au Real Madrid de remporter la Copa Del Rey mais est impuissant lors de l'élimination en demi-finales de Ligue des champions par le Barça, dans laquelle il n'encaisse que 6 buts en 12 matchs, dont 3 face à Barcelone.
Lors de la saison 2011-2012, Casillas reste invincible durant la phase de poules de Ligue des champions dans laquelle il joue 4 matchs. Le 17 décembre 2011, Iker Casillas réalise un arrêt extraordinaire à Séville, arrêt qui sera par la suite élu arrêt de l'année en Liga et rappelant celui du 4 octobre 2010. Le 22 janvier 2012, Iker Casillas joue, face à l'Athletic Bilbao, son 600e match sous le maillot du Real Madrid. Lors du match retour contre le Barça, en Liga, il réalise un excellent match, il repousse toutes les tentatives du Barça mais ne peut éviter le but de Sanchez. Face au Bayern Munich en demi-finales de Ligue des champions, il encaisse deux buts au match aller. Au match retour, alors que son équipe mène 2-0 grâce à un doublé de Cristiano Ronaldo, il encaisse un pénalty d'Arjen Robben. Puis juste avant la mi-temps, il repousse un coup franc de ce dernier alors que le mur cachait sa vue. Le match en restera là mais l'égalité sur les deux matchs le poussera jusqu'aux tirs au but. Alors que Cristiano Ronaldo et Kaká voient leurs tirs au but repoussés par Manuel Neuer, Iker Casillas repousse les tirs au but de Toni Kroos et de Philipp Lahm pour relancer son équipe mais Sergio Ramos manque par la suite son tir au but pour le Real Madrid. Bastian Schweinsteiger transforme ensuite son pénalty permettant au Bayern Munich d'aller en finale.

#### Un leadership remis en cause
Lors de la saison 2012-2013, la presse espagnole relate des tensions entre José Mourinho entraîneur du Real Madrid et Iker Casillas. Évènement rarissime, il est placé sur le banc lors de la 17e journée de la Liga, ce fait témoigne du mauvais début de saison de son club et du principal intéressé. Le 6 janvier 2013, il est encore placé sur le banc au profit d'Adàn mais ce dernier, sur une sortie ratée à la 6e minute écope d'un carton rouge obligeant donc José Mourinho à faire rentrer Iker Casillas. Cristiano Ronaldo, qui portait le brassard en l'absence d'Iker Casillas et de Sergio Ramos propose même à Iker Casillas de le récupérer, ce dernier refusa. Le 23 janvier 2013, Iker Casillas se fracture le pouce gauche pendant un match de Coupe du Roi contre le FC Valence. Son absence est estimée au minimum à six semaines. Après avoir été complètement rétabli de sa blessure Diego Lopéz recruté pour le remplacer devient le gardien numéro 1 de l'équipe et prend la place d'Iker Casillas. Ses mauvaises relations avec son entraîneur José Mourinho ne l'aidant pas, il se confine au rôle de remplaçant jusqu'en fin de saison.
Avec l'arrivée de Carlo Ancelotti à la tête du Real pour la saison 2013-2014, Iker Casillas espère retrouver une place de titulaire dans son club. Malheureusement pour lui, le technicien italien donne raison à son prédécesseur portugais et laisse Iker Casillas sur le banc en Liga, au profit de Diego Lopéz, mais le titularise en coupes nationales et en Ligue des champions. Durant cette saison, il participe à la victoire en Coupe du Roi face au FC Barcelone (2-1) mais surtout à la campagne victorieuse du Real Madrid en Ligue des champions. Opposés au rival Madrilène de l'Atlético de Madrid en finale, le Real Madrid et Iker Casillas se font surprendre en première mi-temps par un but de Diego Godín. Sur le but, Iker Casillas ajuste mal sa sortie et se fait lober. Fautif, le gardien espagnol est « sauvé » par son coéquipier Sergio Ramos qui égalise sur corner dans le temps additionnel. Dans les prolongations, le Real Madrid fait la différence et s’impose 4-1 s'adjugeant sa dixième Ligue des champions : la « Décima ». Au retour de l'été, Iker Casillas est titulaire pour la Supercoupe d'Europe que le Real Madrid remporte 2-0 face au Séville FC. Il remporte également le Mondial des clubs de la FIFA à la fin de l'année, où il joue son 700e match pour le Real Madrid le 20 décembre 2014, en finale de la compétition contre San Lorenzo (victoire 2–0). Poussé vers la sortie par les dirigeants du Real Madrid, il quitte Madrid à l'issue de la saison 2014-2015. Il affiche son émotion durant sa dernière conférence de presse et conclut en français « C'est fini ! » en guise d'adieu. Après avoir rompu son contrat avec son club de toujours, qui courrait jusqu'en 2017, il signe un nouveau bail de deux ans (plus un an en option) au FC Porto.

### FC Porto

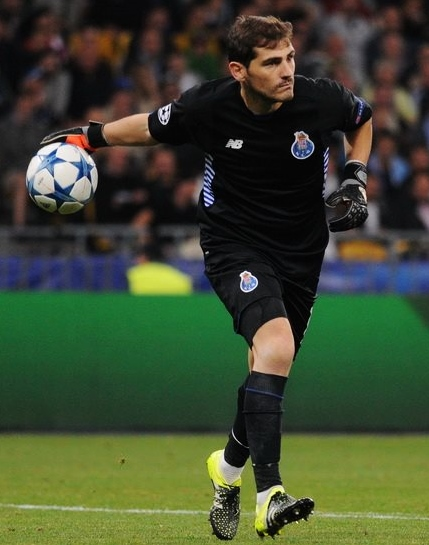
Iker Casillas sous les couleurs du FC Porto en 2015.

Après 16 ans et 725 matchs avec le Real Madrid, Iker Casillas quitte, le 12 juillet 2015, la Maison Blanche et s'engage en faveur du FC Porto qui en fait la recrue centrale de sa politique sportive. Il joue son premier match sous ses nouvelles couleurs le 15 août 2015, lors de la première journée de la saison 2015-2016 de Liga NOS face au Vitória de Guimarães. Il garde sa cage inviolée et son équipe s'impose par trois buts à zéro ce jour-là. Le 29 septembre 2015, Casillas dispute son 152e match de Ligue des champions, ce qui constitue un record auparavant détenu par Xavi Hernández.
Le 6 juin 2017, Iker Casillas prolonge son contrat avec le FC Porto d'une saison supplémentaire. Le 2 mars 2018, il atteint les 1 000 matchs officiels, clubs et sélection confondus, lors de la défaite des siens sur la pelouse du CF Belenenses. Le 18 septembre 2018, il devient le premier joueur à disputer vingt Ligue des champions consécutivement lors d'un match face au FC Schalke 04. Il est titularisé et les deux équipes se neutralisent (1-1 score final). Le record était jusqu'ici détenu par Ryan Giggs. Le 1er mai 2019, en pleine séance d'entraînement, Iker Casillas est victime d'un infarctus du myocarde. Opéré d'urgence, il est hospitalisé à l'hôpital de Porto et est rapidement déclaré hors de danger. En juillet 2019, lors de la reprise, le FC Porto annonce que son joueur intégrera l’organigramme du club jusqu’à ce qu’il puisse éventuellement de nouveau jouer. Le 18 février 2020, le président du FC Porto annonce que Casillas arrête sa carrière de joueur pour se présenter comme candidat à la présidence de la fédération espagnole de football.
Le 4 août 2020, Iker Casillas officialise sa retraite.

### Sélection espagnole
Iker Casillas débute très tôt en sélection. Très jeune, il a déjà remporté le Championnat d'Europe des moins de 15 ans en 1995 et il s'impose dans le Championnat d'Europe des moins de 16 ans en 1997. Promu en équipe des moins de 17 ans, il est à 16 ans le joueur le plus jeune de l'effectif espagnol qui termine à la troisième place du Coupe du monde des moins de 17 ans, qui se déroule en Égypte. Durant ce tournoi il est titulaire et joue cinq matchs, encaissant également cinq buts. Il est nommé par la suite capitaine de cette équipe. Deux ans plus tard, en 1999, il remporte la Coupe du monde des moins de 20 ans qui se déroule au Nigeria. C'est à cette occasion qu'il se lie d'amitié avec Xavi Hernández, le milieu de terrain du FC Barcelone.
Casillas joue son premier match avec l'équipe d'Espagne espoirs le 3 septembre 1999, face à l'Autriche. Il est titularisé et son équipe l'emporte par deux buts à un.
Initialement gardien de second choix pour être intégré à l'équipe senior, il gagne peu à peu sa place à la suite de brillantes performances en club.
Le 3 juin 2000, Il fait ses débuts chez les A à l'âge de 19 ans et 14 jours contre la Suède (1-1). Il participe par la suite à l'Euro 2000 mais n'est jamais utilisé que comme remplaçant.
Il devait initialement être la doublure de Santiago Cañizares à la Coupe du monde 2002 mais celui-ci se blesse accidentellement au pied en voulant réceptionner une bouteille de parfum qu'il venait de faire tomber. Par conséquent, Iker Casillas est propulsé gardien titulaire de la sélection espagnole à seulement 21 ans. Il réalise de bonnes performances, arrêtant notamment deux tirs au but contre l'Irlande en huitième de finale mais ne pouvant rien faire en quart de finale contre la Corée du Sud. L'un de ses arrêts lors de ce dernier match sera sélectionné comme l'un des 10 plus beaux arrêts de l'histoire de la Coupe du monde. Ses performances en sélection à l'occasion de cette compétition ont en partie contribué à son surnom de San Iker.
Par la suite, Iker Casillas participe à la campagne de qualification pour l'Euro et produit de bonnes performances en n'encaissant de quatre buts. Il fait ensuite partie de l'effectif pour l'Euro 2004 qui se révèlera désastreux pour l'Espagne, éliminée dès la phase de poule par le Portugal (0-1). De la même manière, il dispute la Coupe du monde 2006 avec sa sélection qui sera éliminée dès les huitièmes de finale par la France de son coéquipier Zinédine Zidane (1-3).
Son coéquipier Raúl écarté de la sélection par Luis Aragonés, Iker Casillas se voit confier le brassard de capitaine. Il fait donc partie du groupe de 23 joueurs amenés à disputer l'Euro 2008. Après une qualification facile à l'issue de la phase de poules, l'Espagne rencontre l'Italie en quarts de finale. Au cours de la séance de tirs au but, après un match fermé (0-0), Iker Casillas arrête les tirs au but d'Antonio Di Natale et Daniele De Rossi et permet à sa sélection de se qualifier (4 TAB 2). Après s'être défait de la Russie (3-0) en demi-finale, l'Espagne remporte finalement la compétition face à l'Allemagne (1-0). Iker Casillas, qui n'a encaissé aucun but lors des phases à élimination directe, soulève un trophée que sa sélection n'avait plus remporté depuis 1964.
En octobre 2008, Iker Casillas et son coéquipier Pepe Reina battent le record d'invincibilité des gardiens de l'équipe nationale. Les deux gardiens restent invaincus pendant 710 minutes (soit près de 8 matchs), plus longtemps que Zubizarreta et Buyo en leur temps. C'est finalement le Belge Wesley Sonck qui mettra fin à cette invincibilité lors d'un match de qualification pour la Coupe du monde 2010. Le 9 septembre 2009, lors d'un match des Éliminatoires de la Coupe du monde 2010 contre l'Estonie (3-0), il dépasse le record d'invincibilité de Zubizarreta. Celui-ci était resté invaincu lors de 56 de ses 126 sélections tandis qu'Iker Casillas dépasse ce record en seulement 98 sélections.

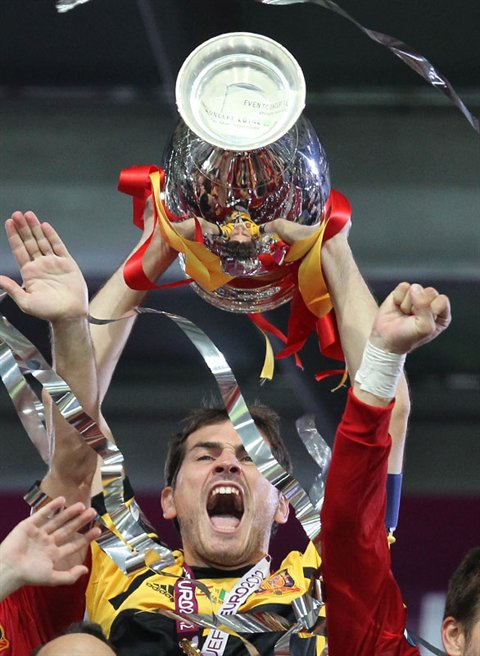
Iker Casillas soulève le trophée du championnat d'Europe 2012 avec l'Espagne.

Il fait partie des vingt-trois joueurs appelés à disputer la Coupe du monde 2010 en Afrique du Sud. Après une phase de poules laborieuse où l'Espagne se qualifie difficilement dans un groupe composé du Chili, de la Suisse et du Honduras, l'Espagne poursuit sa route vers la finale de la compétition. Lors de ces trois matchs à élimination directe, Iker Casillas se montre une nouvelle fois précieux, notamment contre le Portugal en huitièmes de finale et le Paraguay en quart de finale où il arrête un penalty d'Óscar Cardozo avant de sortir un nouvel arrêt décisif quelques minutes plus tard. Lors de la finale contre les Pays-Bas, il produit une nouvelle fois une excellente performance, gagnant deux face-à-face contre le Néerlandais Arjen Robben. Comme lors de l'Euro 2008, Iker Casillas garde sa cage inviolée lors de tous les matchs à élimination directe de la compétition et l'Espagne remporte pour la première fois de son histoire la Coupe du monde, devenant l'une des rares nations à avoir réalisé le doublé Euro-Coupe du monde coup sur coup.
Le 15 novembre 2011, à l'occasion d'un match amical contre le Costa Rica, il devient le joueur comptant le plus de sélections en équipe d'Espagne, dépassant les 126 capes d'Andoni Zubizarreta. Le 26 mai 2012 face à la Serbie, il égale le record de victoire de Lilian Thuram avec 94 victoires en 128 matchs en match international.
Il participe à l'Euro 2012 et porte toujours le brassard de la Furia Roja. Il fait quelques arrêts déterminants contre l'Italie (1-1) en phase de poules mais doit s'incliner sur une frappe d'Antonio Di Natale. Le dernier match des poules est contre la Croatie (1-0) et il sauve son équipe à de nombreuses reprises. Iker Casillas et son équipe jouent contre la France en quarts de finale et l'emportent (2-0) lors d'une soirée plutôt tranquille pour le capitaine de l'équipe. En finale contre l'Italie le 1er juillet 2012, ils gagnent (4-0) dans un match où le portier espagnol a effectué plusieurs arrêts décisifs. En remportant l'Euro 2012, Iker Casillas devient le premier capitaine en sélection à soulever trois trophées de suite.
Malgré son temps de jeu inexistant au Real Madrid après son retour de blessure, Vicente del Bosque décide de convoquer le capitaine de la Roja pour la Coupe des confédérations 2013. Finaliste de la compétition, il reste titulaire en sélection malgré son absence de rencontres de championnat avec le Real Madrid. Qualifiée assez facilement pour le Mondial 2014, la Roja se présente comme favorite de la compétition et pour succéder à elle-même. Mais l'Espagne est humiliée dès le premier match face aux Pays-Bas (5-1) où Iker Casillas réalise une prestation catastrophique devant les attaquants bataves Arjen Robben et Robin van Persie. À nouveau peu à son avantage face au Chili, l'Espagne et Iker Casillas s'inclinent 2-0 et sont éliminés dès le premier tour de la compétition. Il présente même ses excuses aux supporters espagnols le lendemain de la rencontre. Pour le dernier match sans enjeu contre l'Australie (3-0), Iker Casillas et une majeure partie des cadres sont mis sur le banc. Il est remplacé par Pepe Reina. Auteur en novembre 2015 d'un centième match avec sa sélection où il n'encaisse pas de but, ce qui se produit pour la première fois, il honore sa 166e sélection contre la Roumanie en mars 2016 ce qui constitue un record pour un joueur européen. Il dépasse le Letton Vitālijs Astafjevs,.
Membre d'une liste provisoire de vingt-cinq joueurs espagnols sélectionnés pour disputer l'Euro 2016, il fait partie de la liste définitive de vingt-trois joueurs annoncée le 31 mai. Contrairement aux précédentes compétitions internationales, Iker Casillas est cette fois remplaçant, David de Gea étant choisi comme titulaire pour cet Euro par Vicente del Bosque. Sergio Ramos est par ailleurs nommé capitaine de la sélection. À l'issue de cette compétition où l'Espagne est éliminée en huitièmes de finale, la question de l'avenir d'Iker Casillas en sélection est posée. Julen Lopetegui, nouveau sélectionneur de l'Espagne après l'Euro 2016, choisit de ne pas retenir Iker Casillas lors de sa première sélection annoncée à la fin du mois d'août.

## Statistiques

### Statistiques détaillées
| Saison                | Club                  | Championnat           | Championnat | Championnat | Coupe(s) nationale(s) | Coupe(s) nationale(s) | Supercoupe | Supercoupe | Compétition(s) continentale(s) | Compétition(s) continentale(s) | Compétition(s) continentale(s) | Supercoupe UEFA | Supercoupe UEFA | Coupe du monde des clubs | Coupe du monde des clubs | Coupe intercontinentale | Coupe intercontinentale | Espagne | Espagne | Total | Total |
| Saison                | Club                  | Division              | M           | B           | M                     | B                     | M          | B          | C                              | M                              | B                              | M               | B               | M                        | B                        | M                       | B                       | M       | B       | M     | B     |
| --------------------- | --------------------- | --------------------- | ----------- | ----------- | --------------------- | --------------------- | ---------- | ---------- | ------------------------------ | ------------------------------ | ------------------------------ | --------------- | --------------- | ------------------------ | ------------------------ | ----------------------- | ----------------------- | ------- | ------- | ----- | ----- |
| 1999-2000             | Real Madrid           | Primera División      | 27          | 0           | 5                     | 0                     | -          | -          | C1                             | 12                             | 0                              | -               | -               | 3                        | 0                        | -                       | -                       | 2       | 0       | 49    | 0     |
| 2000-2001             | Real Madrid           | Primera División      | 34          | 0           | -                     | -                     | -          | -          | C1                             | 11                             | 0                              | 1               | 0               | -                        | -                        | 1                       | 0                       | 7       | 0       | 54    | 0     |
| 2001-2002             | Real Madrid           | Primera División      | 25          | 0           | 5                     | 0                     | 1          | 0          | C1                             | 9                              | 0                              | -               | -               | -                        | -                        | -                       | -                       | 9       | 0       | 49    | 0     |
| 2002-2003             | Real Madrid           | Primera División      | 38          | 0           | -                     | -                     | -          | -          | C1                             | 15                             | 0                              | 1               | 0               | -                        | -                        | 1                       | 0                       | 10      | 0       | 65    | 0     |
| 2003-2004             | Real Madrid           | Primera División      | 37          | 0           | 2                     | 0                     | 2          | 0          | C1                             | 9                              | 0                              | -               | -               | -                        | -                        | -                       | -                       | 12      | 0       | 62    | 0     |
| 2004-2005             | Real Madrid           | Primera División      | 37          | 0           | -                     | -                     | -          | -          | C1                             | 10                             | 0                              | -               | -               | -                        | -                        | -                       | -                       | 10      | 0       | 57    | 0     |
| 2005-2006             | Real Madrid           | Primera División      | 37          | 0           | 4                     | 0                     | -          | -          | C1                             | 7                              | 0                              | -               | -               | -                        | -                        | -                       | -                       | 11      | 0       | 59    | 0     |
| 2006-2007             | Real Madrid           | Primera División      | 38          | 0           | -                     | -                     | -          | -          | C1                             | 7                              | 0                              | -               | -               | -                        | -                        | -                       | -                       | 8       | 0       | 53    | 0     |
| 2007-2008             | Real Madrid           | Primera División      | 36          | 0           | -                     | -                     | 2          | 0          | C1                             | 8                              | 0                              | -               | -               | -                        | -                        | -                       | -                       | 13      | 0       | 59    | 0     |
| 2008-2009             | Real Madrid           | Liga                  | 38          | 0           | -                     | -                     | 2          | 0          | C1                             | 7                              | 0                              | -               | -               | -                        | -                        | -                       | -                       | 14      | 0       | 61    | 0     |
| 2009-2010             | Real Madrid           | Liga                  | 38          | 0           | -                     | -                     | -          | -          | C1                             | 8                              | 0                              | -               | -               | -                        | -                        | -                       | -                       | 15      | 0       | 61    | 0     |
| 2010-2011             | Real Madrid           | Liga                  | 35          | 0           | 8                     | 0                     | -          | -          | C1                             | 11                             | 0                              | -               | -               | -                        | -                        | -                       | -                       | 10      | 0       | 64    | 0     |
| 2011-2012             | Real Madrid           | Liga                  | 37          | 0           | 4                     | 0                     | 2          | 0          | C1                             | 10                             | 0                              | -               | -               | -                        | -                        | -                       | -                       | 16      | 0       | 69    | 0     |
| 2012-2013             | Real Madrid           | Liga                  | 19          | 0           | 3                     | 0                     | 2          | 0          | C1                             | 5                              | 0                              | -               | -               | -                        | -                        | -                       | -                       | 11      | 0       | 40    | 0     |
| 2013-2014             | Real Madrid           | Liga                  | 2           | 0           | 9                     | 0                     | -          | -          | C1                             | 13                             | 0                              | -               | -               | -                        | -                        | -                       | -                       | 8       | 0       | 32    | 0     |
| 2014-2015             | Real Madrid           | Liga                  | 32          | 0           | -                     | -                     | 2          | 0          | C1                             | 10                             | 0                              | 1               | 0               | 2                        | 0                        | -                       | -                       | 6       | 0       | 53    | 0     |
| Sous-total            | Sous-total            | Sous-total            | 510         | 0           | 40                    | 0                     | 13         | 0          | -                              | 152                            | 0                              | 3               | 0               | 5                        | 0                        | 2                       | 0                       | 162     | 0       | 887   | 0     |
| 2015-2016             | FC Porto              | Primeira Liga         | 32          | 0           | -                     | -                     | -          | -          | C1+C3                          | 6+2                            | 0+0                            | -               | -               | -                        | -                        | -                       | -                       | 5       | 0       | 45    | 0     |
| 2016-2017             | FC Porto              | Primeira Liga         | 33          | 0           | -                     | -                     | -          | -          | C1                             | 10                             | 0                              | -               | -               | -                        | -                        | -                       | -                       | -       | -       | 43    | 0     |
| 2017-2018             | FC Porto              | Primeira Liga         | 20          | 0           | 8                     | 0                     | -          | -          | C1                             | 3                              | 0                              | -               | -               | -                        | -                        | -                       | -                       | -       | -       | 31    | 0     |
| 2018-2019             | FC Porto              | Primeira Liga         | 31          | 0           | -                     | -                     | 1          | 0          | C1                             | 10                             | 0                              | -               | -               | -                        | -                        | -                       | -                       | -       | -       | 42    | 0     |
| Sous-total            | Sous-total            | Sous-total            | 116         | 0           | 8                     | 0                     | 1          | 0          | -                              | 31                             | 0                              | -               | -               | -                        | -                        | -                       | -                       | 5       | 0       | 161   | 0     |
| Total sur la carrière | Total sur la carrière | Total sur la carrière | 626         | 0           | 48                    | 0                     | 14         | 0          | -                              | 183                            | 0                              | 3               | 0               | 5                        | 0                        | 2                       | 0                       | 167     | 0       | 1048  | 0     |

## Palmarès
| Real Madrid CF (18) | FC Porto (2) | Équipe d'Espagne (6) |
| - Championnat d'Espagne (5) : - Champion : 2001, 2003, 2007, 2008 et 2012 - Vice-champion : 2005, 2006, 2009, 2010, 2011, 2013 et 2015 - Coupe du Roi (2) : - Vainqueur : 2011 et 2014 - Finaliste : 2002, 2004 et 2013 - Supercoupe d'Espagne (4) : - Vainqueur : 2001, 2003, 2008 et 2012 - Finaliste : 2007, 2011 et 2014 - Ligue des champions (3) : - Vainqueur : 2000, 2002 et 2014 - Supercoupe de l'UEFA (2) - Vainqueur : 2002 et 2014 - Finaliste : 2000 - Coupe du monde des clubs (1) : - Vainqueur : 2014 - Coupe Intercontinentale (1) : - Vainqueur : 2002 - Finaliste : 2000 | - Coupe du Portugal (0) : - Finaliste : 2016, 2019 - Championnat du Portugal (1) : - Champion : 2018 - Vice-champion : 2017, 2019 - Supercoupe du Portugal (1) : - Vainqueur : 2018 | - Coupe Méridien (1) : - Vainqueur : 1999 - Coupe du monde des moins de 20 ans (1) : - Vainqueur : 1999 - Championnat d'Europe des moins de 17 ans (1) : - Vainqueur : 1997 - Coupe du monde (1) : - Vainqueur : 2010 - Championnat d'Europe (2) : - Vainqueur : 2008 et 2012 - Coupe des confédérations - Finaliste : 2013 - Troisième : 2009 |

### Distinctions personnelles
- 4e au Ballon d'or 2008
- Trophée Bravo en 2000
- Trophée Zamora en 2008
- Golden Foot en 2017
- Prix Don Balón (révélation de l'année) en 2000
- Gardien européen de l'année en 2008 et 2010
- Meilleur gardien de la Liga en 2009, 2011 et 2012
- Meilleur gardien de but de l'année UEFA en 2010-2011 et 2011-2012
- Meilleur gardien de football de l'année par l'IFFHS en 2008, 2009, 2010, 2011 et 2012
- Meilleur gardien de l'Euro 2008 et l'Euro 2012
- Meilleur gardien de la Coupe du monde 2010
- Membre de l'équipe type de l'Euro 2008
- Membre de l'équipe type de l'Euro 2012
- Membre de l'équipe type de la Coupe du monde 2010
- Membre de l'équipe type FIFA en 2008, 2009, 2010, 2011 et 2012
- Membre de l'équipe type UEFA en 2007, 2008, 2009, 2010, 2011 et 2012
- Membre de l'équipe type UEFA du XXIe siècle en 2015[31]
- Membre de l'équipe type du journal L'Équipe en 2007, 2008, 2009, 2010, 2011 et 2012
- Membre de l'équipe type du journal The Guardian en 2007, 2008, 2009, 2010, 2011 et 2012
- Membre de l'équipe type européenne de Sports Illustrated pour la saison 2010-2011[32]
- Prix Prince des Asturies des sports des sports en 2012
- 2e joueur le plus capé de l'équipe d'Espagne (167 sélections)
- Gardien ayant disputé le plus de matchs officiels au Real Madrid
- Deuxième joueur à avoir disputé le plus de matchs officiels au Real Madrid
- Homme du match contre l'Italie lors de l'Euro 2008

## Hommages
À la suite de la victoire en Coupe du monde 2010, la statue d'Iker Casillas a fait son apparition au Musée de cire de Barcelone avec celles d'Andrés Iniesta, David Villa et Fernando Torres.
Le 24 novembre 2011, le maire de la ville de Móstoles — Esteban Parro — a inauguré une avenue au nom de « Iker Casillas » en l'honneur du gardien de but du Real Madrid. Le maire de Móstoles justifie son choix dans Marca par « les valeurs humaines, le fait d'avoir enfilé plus de fois que n'importe qui le maillot de la sélection espagnole et par les qualités footballistiques de Casillas. Car c'est le plus grand gardien du monde. »

## Films
Iker Casillas fait une courte apparition dans le film espagnol Torrente 3: El protector, dans Goal 2 : La Consécration et Goal! 3: Taking on the World.

## Vie privée
En 2010, Casillas officialise sa relation avec la journaliste espagnole Sara Carbonero qui travaille pour la chaîne Telecinco. Lors de la Coupe du monde 2010, certains médias anglais, notamment The Guardian et The Times, avancent que la présence de Carbonero au bord de la pelouse lors du match Espagne-Suisse dans le cadre de son travail, a distrait Casillas et causé la défaite espagnole (0-1). Ces suppositions sont rejetées en masse par la presse espagnole. Le soir de la victoire finale (1-0) de l'Espagne face aux Pays-Bas, le 11 juillet 2010, Casillas l'embrasse en direct devant des millions de téléspectateurs alors qu'elle l'interviewe.
Le 3 janvier 2014, le couple accueille son premier enfant, un garçon nommé Martín. Le 20 mars 2016, ils se marient en secret à Madrid au cours d'une cérémonie où ne sont présents que deux témoins et leur fils Martín. Lucas, leur second enfant, voit le jour le 2 juin 2016.
Le 12 mars 2021, Casillas et Carbonero annoncent leur séparation sur leurs réseaux sociaux respectifs, précisant rester en bons termes.
Il vit actuellement[Quand ?] à Madrid.
En octobre 2022, le compte tweeter de Casillas publie le message « J'espère que vous me respectez : Je suis gay », auquel Carles Puyol répond « Il est temps de raconter notre histoire ». Le tweet est supprimé une heure plus tard, Casillas affirmant que son compte avait été piraté,,. Un nouveau tweet présente des excuses à ses followers et auprès de la communauté LGBT. Le footballeur australien ouvertement gay Josh Cavallo critique Casillas et Puyol pour avoir « apparemment plaisanté sur le coming out ». Les médias espagnols considèrent la déclaration du compte de Casillas comme une réponse aux rumeurs des tabloïds sur sa vie amoureuse depuis sa séparation d'avec sa femme,.